# Burg Neuenahr

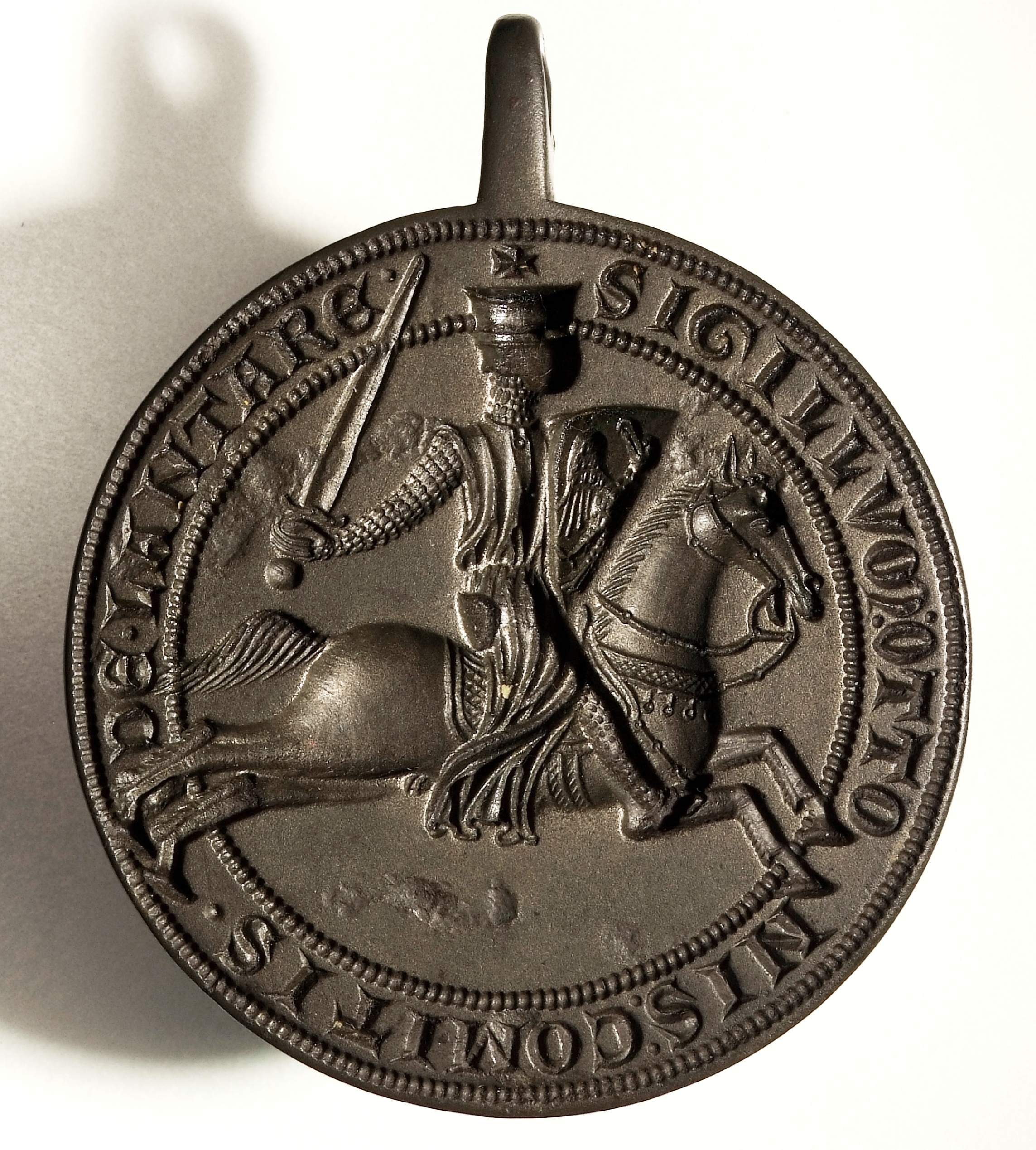
Reitersiegel von Graf Otto dem Stammvater der Linie Neuenahr aus dem Jahr 1230 (Reproduktion)

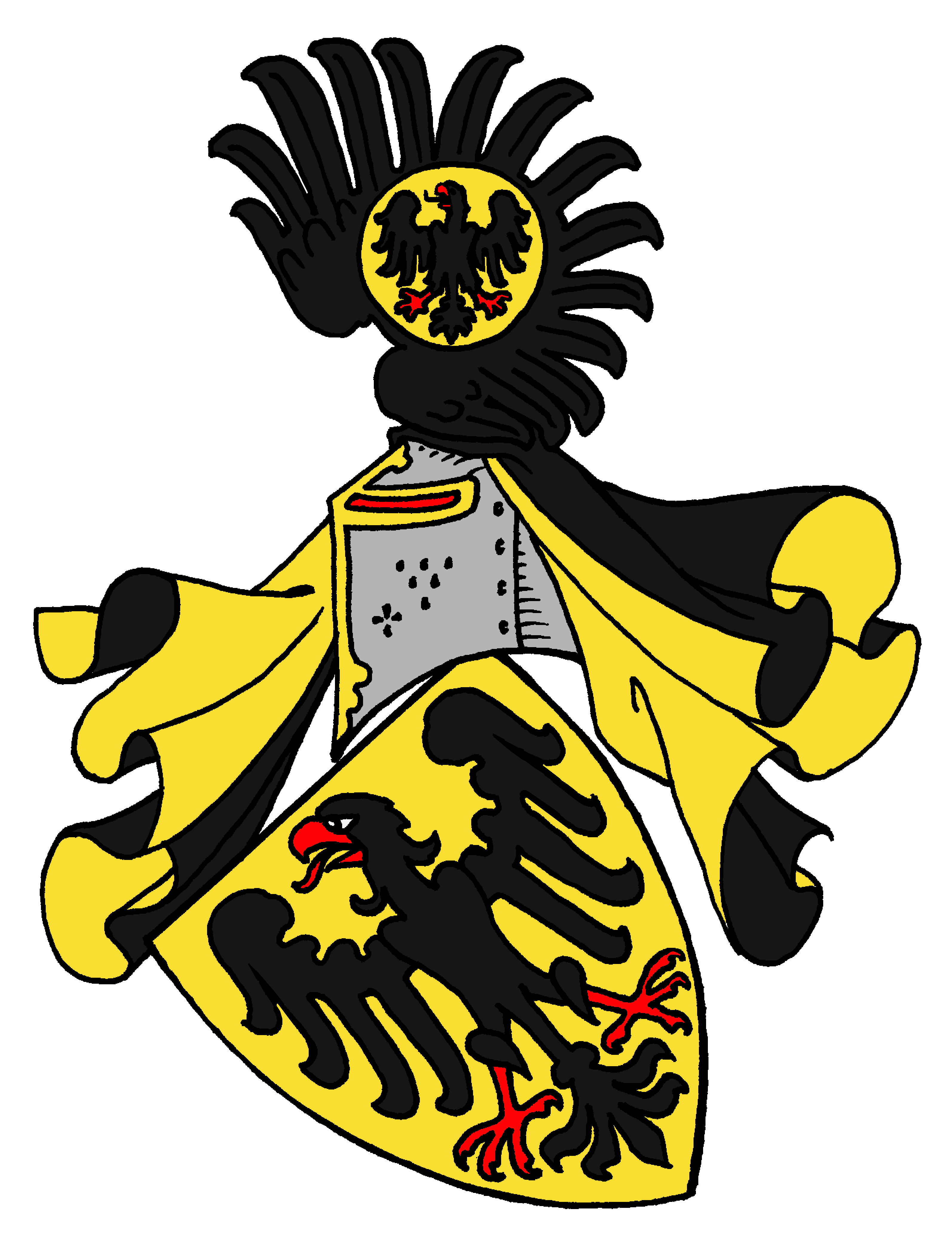
Wappen der Grafen von Neuenahr

Die Burg Neuenahr ist die Ruine einer Höhenburg bei 337 m ü. NHN auf dem Neuenahrer Berg im unteren Ahrtal in Bad Neuenahr-Ahrweiler im Landkreis Ahrweiler im nördlichen Rheinland-Pfalz.

## Geschichte
Die um 1225 von Graf Otto von Neuenare erbaute Burg war der Amtssitz der Grafschaft Neuenahr, dabei nannte er sich noch Ottonis Comitas (Graf) de Landahr und 1231 wurde ein Graf Otto von Neuenahr erwähnt. Otto, der Sohn Gerhards von Are und Nürburg, war der erste, der sich nach der neu erbauten Burg nannte.

### Genealogie
Graf Otto von Neuenahr hinterließ zwei Söhne, Gerhard und Ludwig. Die Gemahlin von Gerhard war Elisabeth von Sponheim; sein Sohn Theodorich folgte ihm und hinterließ vier Kinder, Wilhelm I., Johann I., Ludwig und Sophie, als er schon im Jahre 1276 starb. Seine Witwe Hedwig und ihre Kinder verpfändeten die Grafschaft, mit Ausnahme der Burg, der Dörfer Wadenheim, Ramersbach und des Hofes Grevel im Scheidt, dem Erzbischof Siegfried von Köln. Wilhelm I. war nicht im Stande, die Grafschaft einzulösen, und trug sie deshalb dem Erzbischof zu Lehn und offen Haus auf. Als Teilnehmer in der Schlacht von Worringen an der Seite des Erzbischofs übergab er dem Grafen Adolf von Berg seine Weinberge in Wadenheim zu Lehn, um sich aus der Gefangenschaft zu lösen. Ihm folgten seine Söhne Krafto und Wilhelm II. mit Gemahlin Bonizetta, die später für ihren minderjährigen Sohn Wilhelm III. die Grafschaft verwaltete, um 1327. Im Jahre 1343 wurde Wilhelm III. vom Kölner Erzbischof Walram von Jülich mit Burg Neuenahr belehnt. Seine Gemahlin war Johanna von Elslo, sie hatten nur eine Tochter Katharina, deshalb folgte ihm in der Grafschaft sein Onkel Krafto, Domherr in Köln. Dieser vereinbarte 1353 mit Johann II von Saffenburg die Ehe zwischen Katharina und seinem Sohn Johann III. Dabei erklärte der Vater seinen ältesten Sohn zum einzigen Erben von Saffenburg sowie Krafto die Tochter seines verstorbenen Neffen Wilhelm, Katharina ebenfalls zur einzigen Erbin der Grafschaft Neuenahr erklärte.
Nach dem Tod von Krafto kam es zwischen den Saffenburgern Johann III. und Katharina, mit den Agnaten aus der Neuenahrer Linie zu erheblichen Erbstreitigkeiten die teilweise in offener Fehde endeten. Dies waren Johann III. von Neuenahr zu Rodensberg (Roesberg zwischen Bonn und Brühl), Gottfried von Neuenahr zu Hackenbroich beide Enkel von Johann I. von Neuenahr, die Brüder Johann und Diedrich, Söhne von Johann III. von Neuenahr, ferner Gerlach von Isenburg, der wegen seiner Gemahlin Demudis von Neuenahr Ansprüche erhob. Der Versuch des Kölner Erzbischofs Wilhelm von Gennep im Vergleich 1360 und 1362 zu schlichten, blieb ohne Erfolg. In der erneuten Fehde vertrieben Johann und Dietrich die rechtmäßigen Erben aus der Burg und forderten als Bedingung 20.000 Gulden in Gold für ihren Abzug. In den Jahren der Besetzung der Burg Neuenahr fügten sie Herren, Rittern, Knechten, Bürgern und Kaufleuten Straßenraub, Brand, Totschlag und andere Schaden zu. Um ihr Erbe in Besitz zu nehmen, ersuchten der Saffenburger Johann III. mit Gemahlin Katharina von Neuenahr Hilfe beim Erzbischof Friedrich III. von Saarwerden.

### Zerstörung der Burg
Im Jahr 1372 wurde die Burg auf Befehl des Erzbischofs von Köln, Friedrich III. von Saarwerden mit Unterstützung der Bürgerschützen von Ahrweiler zerstört, um das Raubrittertum, das von dieser Burg ausging zu beenden. Dazu ein Bericht aus der Curkölnischen Chronik: Im Jahre 1372 schloss Herr Friedrich die alte und starke Burg Nuwenare ein, die von Salentin Graf zu Wied und Herr von Isenburg und anderen besetzt war, nahm sie innerhalb 10 (die Zahl ist nur undeutlich lesbar) Tagen und zerstörte sie. Diese Hilfe kam die Saffenburger teuer zu stehen, Erzbischof Friedrich verlangte 50.000 Gulden für seinen „Kriegseinsatz“, des Weiteren den Burgberg, mit der Auflage, dass dort nie wieder eine Burg aufgebaut werden dürfe, die Grafschaft Neuenahr sollte von nun an zu gleichen Teilen beiden gehören. Ende des 17. Jahrhunderts wurden die Ruinen der Burganlage abgebrochen, Steine und Baumaterial wurden größtenteils abtransportiert, sie dienten unter anderem zum Neubau des Rentmeistereigebäudes, heutiges Beethovenhaus, am Fuße des Burgberges. Unterdessen kamen die Nachfahren der Raubritter, unter ihnen Hermann von Neuenahr der Ältere, Generationen später wieder zu hohem Ansehen.

### Beschreibung der Burg
Der Burgberg besteht aus Basalt, der von einer Grauwackenschicht mantelförmig bedeckt ist. Am östlichen Burgberg ist noch ein Quarzfelsen sichtbar, der dort wohl auch als Baumaterial diente. Die Burganlage wird heute noch an drei Seiten von einem künstlichen tiefen Halsgraben umgeben, der trotz Mauerschutt noch stellenweise 10 m tief ist. Das Abbruchmaterial diente als Baumaterial, die kleineren Gesteinsteilchen türmen sich heute noch als zwei riesige Abraumhalden seitlich des Halsgrabens auf. An der steil abfallenden Bergseite zur Ahr, an der sich auch die alte Zufahrt zur Burg befand, war eine natürliche Sicherung gegeben.
Heute sind noch die Grundmauern der dreieckigen Umfassungsmauer, eines rechteckigen zentralen Turmbaus sowie weitere Gebäudereste erhalten. Auf dem Burggelände wurde 1972 ein runder Aussichtsturm aus Stahlbeton erbaut. Des Weiteren befindet sich dort noch ein neuzeitlicher Pavillon des Eifelvereins zum Schutz der Wanderer und Besucher.

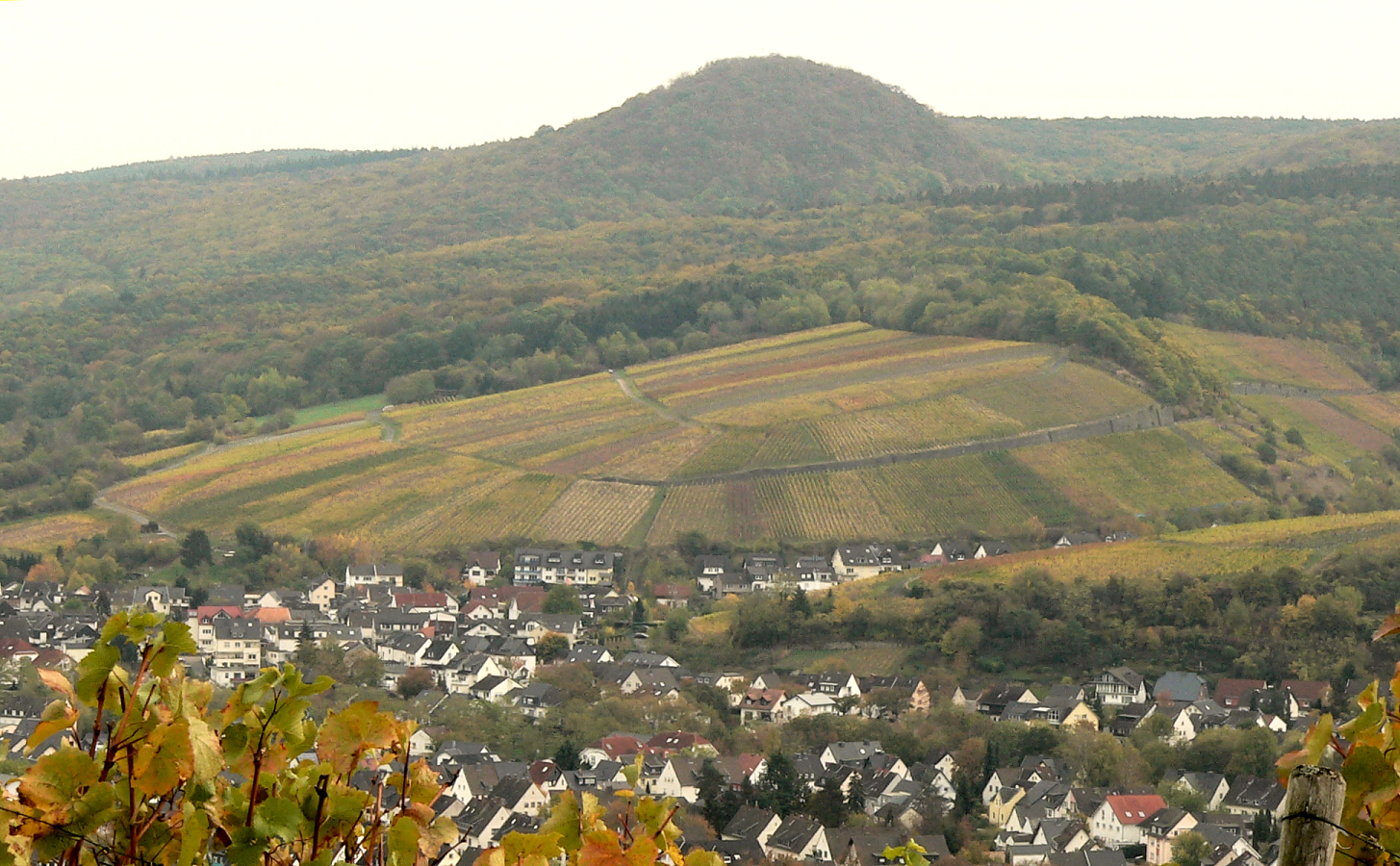
Der Neuenahrer Berg, auf dem sich die Burgreste befinden
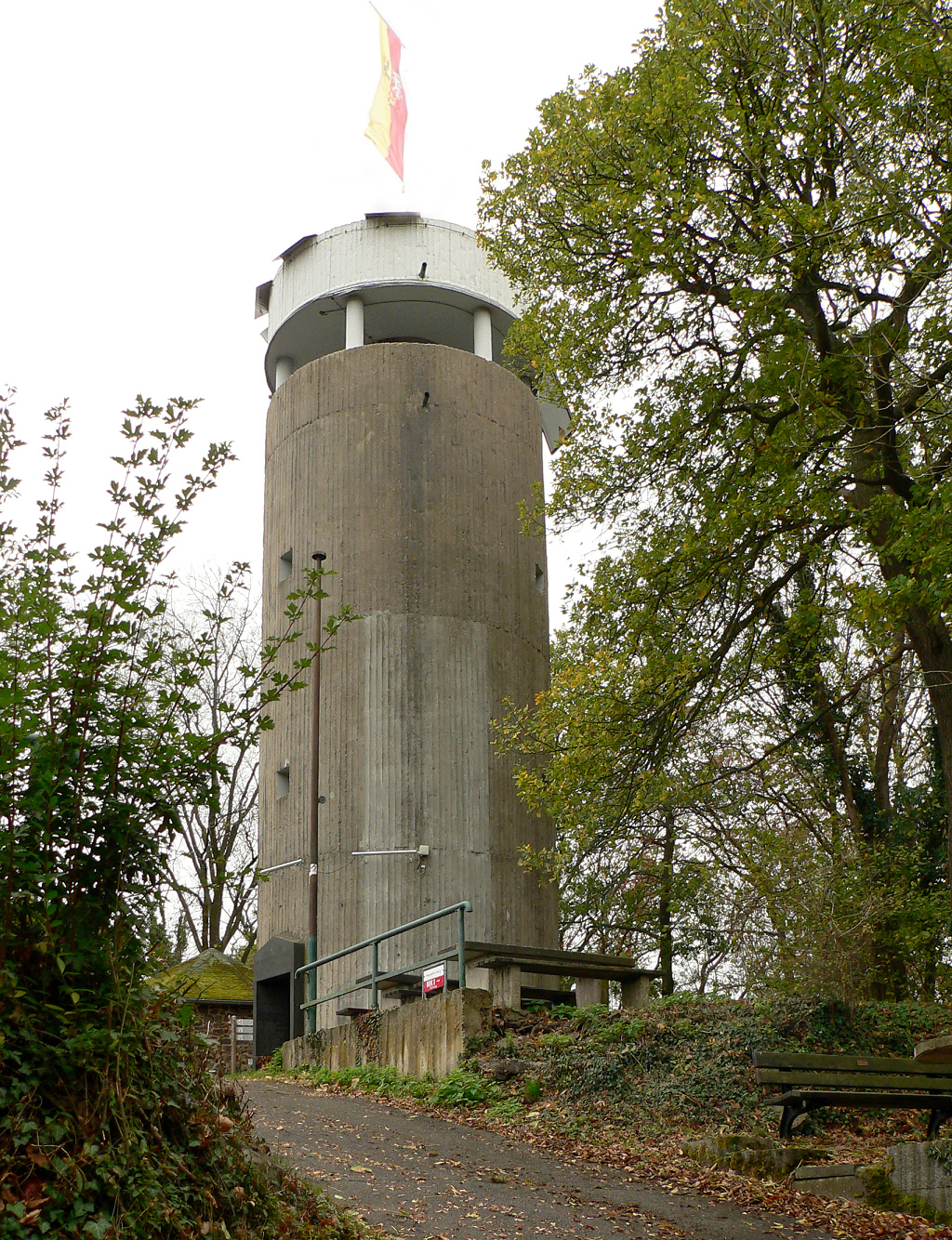
Heutiger Aussichtsturm von 1972
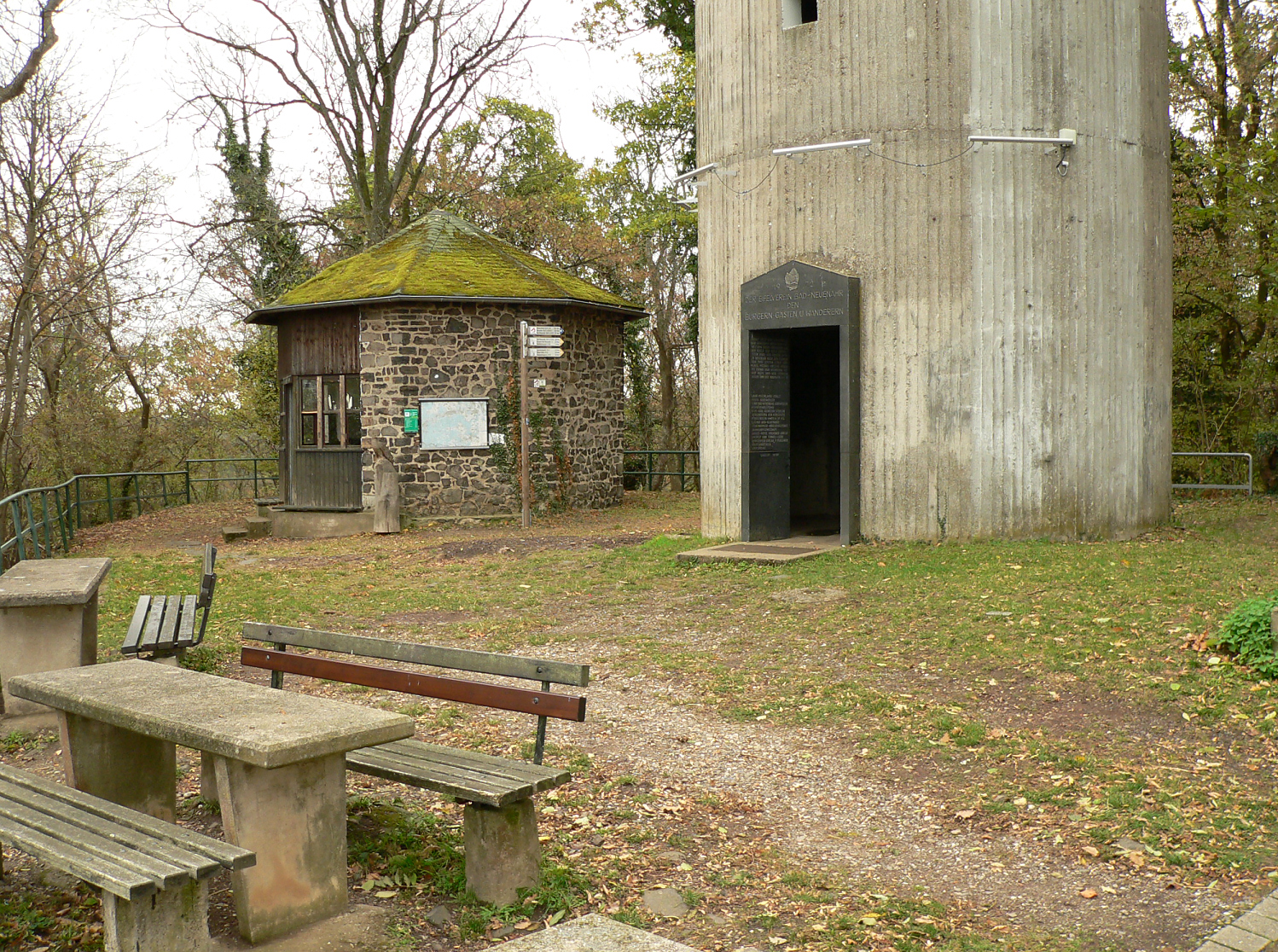
Burgplateau mit Aussichtsturm und Wanderhütte
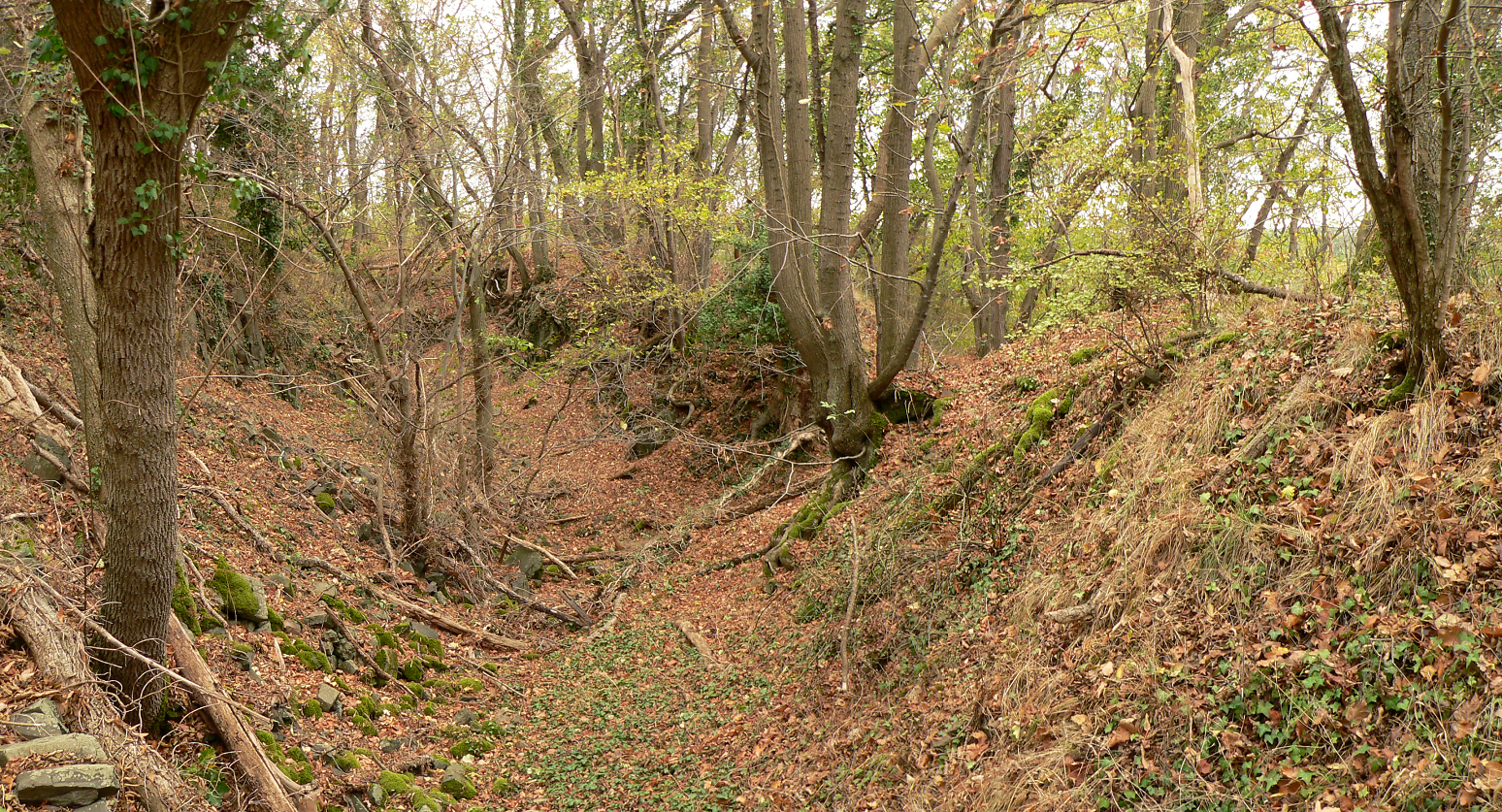
Burggraben

## Sagen
- Ludwig Bechstein: Die Luftbrücke[3]